# Lacugnano
Lacugnano è una frazione del comune di Perugia (PG). Lacugnano o Lacugnana giace sul lato meridionale di una collina, denominata Monte di Lacugnano, situata a sud-ovest rispetto al capoluogo umbro. Nella frazione vi è la secolare chiesa di San Cristoforo.

## Abitanti
2001: 1 122 abitanti
2011: 1 684 abitanti
2020: 1 327 abitanti